# Ustniczek francuzik
Ustniczek francuzik (Pomacanthus arcuatus) – gatunek morskiej ryby okoniokształtnej z rodziny pomakantowatych. Bywa hodowana w akwariach morskich.

## Zasięg występowania
Zachodni Ocean Atlantycki, głównie rafy koralowe na głębokościach od 2 do 30 metrów.

## Charakterystyka
Ciało wysokie, silnie bocznie spłaszczone, szare. Dorasta do 60 cm długości. Spotykane pojedynczo lub w parach. Gatunek monogamiczny. Żywią się głównie gąbkami.